# بالگردگاه اتو
بالگردگاه اتو (به انگلیسی: Attu Heliport) یک فرودگاه همگانی است. این فرودگاه در کشور گرینلند قرار دارد .